# Законы 16 января

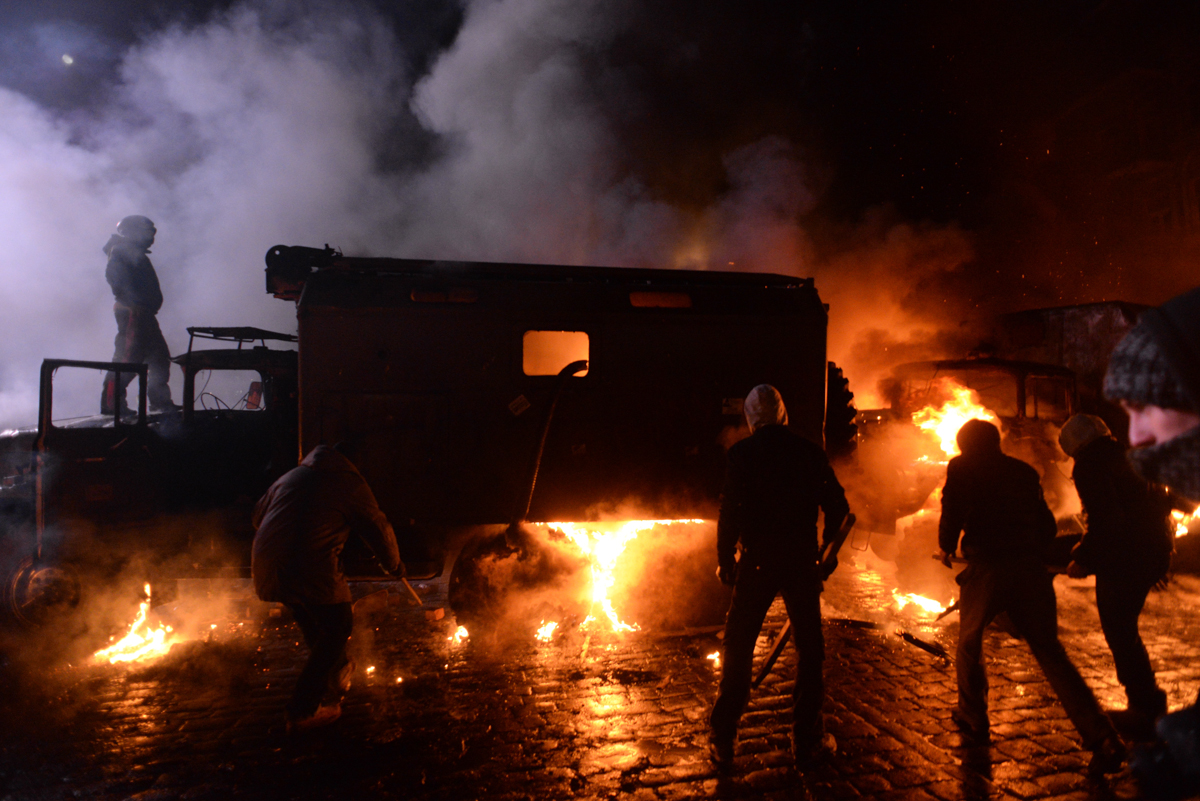
Уличные беспорядки на улице Грушевского в Киеве в январе 2014 года в ответ на принятие законов

«Зако́ны 16 января́» (укр. Закони 16 січня), также известны как «Зако́ны о диктату́ре» (укр. Закони про диктатуру) и Дикта́торские зако́ны (укр.  Диктаторські закони) — неофициальное наименование пакета законов, принятых Верховной радой Украины 16 января 2014 года и подписанных президентом Украины Виктором Януковичем на следующий день. Неофициальное название законы получили со стороны оппозиции за их репрессивное содержание по отношению к правам человека.
Девять из двенадцати актов, принятых 16 января, были отменены Верховной радой Украины 28 января 2014 года.

## История
По данным начальника управления специальных расследований Главного следственного управления Генеральной прокуратуры Сергея Горбатюка от 18 ноября 2015 года, инициатором принятия законов был президент Украины Виктор Янукович.
Соавторами пакета законов стали депутаты от Партии регионов Владимир Олейник и Вадим Колесниченко. Владимир Олейник в интервью Радио Свобода подтвердил, что большинство норм, ужесточающих законодательство, «вызваны к жизни такими явлениями, как Евромайдан и Автомайдан». Авторы законопроектов в определённой степени заимствовали нормы зарубежного законодательства, в том числе российского (например, введены в законодательство понятия «экстремистская деятельность» и «иностранный агент»).
16 января 2014 года Верховная рада Украины (фракции Партии регионов и КПУ) простым поднятием рук, без обсуждения и реального подсчёта голосов, приняли 11 законов и одно постановление. Законы были опубликованы в электронной версии газеты парламента «Голос Украины» в номере за 21 января 2014 года и вступили в силу в 00:00 22 января.
Принятие этих законов привело к острому силовому противостоянию митингующих и правоохранителей, а протесты вышли за пределы Киева и охватили почти всю территорию Украины. В ходе столкновений были арестованы и ранены сотни людей, появились первые жертвы.
На фоне глубокого кризиса государственного управления и доверия к власти, в условиях силового давления президент Виктор Янукович вступил в прямые переговоры с оппозицией, результатом которых стала отмена Верховной радой Украины 28 января 2014 года антипротестных законов, отставка правительства Николая Азарова и амнистия для задержанных милицией.
28 января 2014 года за отмену пакета этих законов проголосовал 361 из 412 народных депутатов, зарегистрированных в сессионном зале, не голосовала только фракция КПУ. Депутаты встретили решение аплодисментами. Также была объявлена амнистия участникам протестов. 2 февраля закон об отмене вступил в силу; однако ряд положений законов 16 января по технико-юридическим причинам оставался в силе до 2 марта 2014 года, когда вступил в силу принятый 23 февраля закон о прекращении их действия. После этого из всего комплекса принятых 16 января ограничительных мер в силе оставались лишь предложенные КПУ нормы Уголовного кодекса Украины, предусматривающие ответственность за надругательство над памятниками и могилами тех, кто боролся с нацизмом в годы Второй мировой войны, а также за публичное отрицание или оправдание преступлений фашизма и пропаганду неонацистской идеологии (эти положения 28 января 2014 года были заново приняты Верховной радой после вышеупомянутого голосования за отмену всех законов 16 января); они, однако, подверглись кардинальной ревизии весной 2015 года.

## Содержание законов
- Вводилась процедура заочного уголовного преследования, предусматривавшая в случае предполагаемого уклонения лица от явки в органы досудебного расследования или в суд возможность привлечения его к уголовной ответственности заочно.
- Устанавливалась административная ответственность за движение колонн численностью более пяти транспортных средств без согласования с ГАИ, в случае создания ими помех дорожному движению.
- Запрещалась деятельность СМИ, не имеющих государственной регистрации.
- Упрощалась процедура привлечения депутатов парламента к уголовной ответственности.
- Нарушение правил проведения митингов каралось штрафом или заключением до 10 суток. Запрещалось участие в демонстрациях с использованием средств, затрудняющих идентификацию личности, присутствие на митинге с открытым огнём, пиротехникой, оружием, газовыми балончиками, взрывчаткой и т. п. средствами, а также в одежде, «похожей на форму сотрудников правоохранительных органов», с наказанием в виде штрафа или ареста до 15 суток. Аналогичное наказание предусматривалось за несанкционированную установку палаток, сцены, звукоусиливающей аппаратуры.
- Вводился штраф за невыполнение законных требований представителей СБУ или препятствование их действиям и ужесточалось наказание за аналогичные действия по отношению к сотрудникам правоохранительных органов.
- Вводилась уголовная ответственность за «экстремистскую деятельность» — изготовление и распространение, в том числе через Интернет, материалов, которые призывают (обосновывают, оправдывают) к насильственной смене или захвату власти, нарушению суверенитета или территориальной целостности государства, незаконному вмешательству в деятельность властей, а также к нарушению прав, пропаганде неравенства или разжиганию вражды по какому-либо критерию (в том числе социальному) и мотивированным этой враждой массовым беспорядкам, нарушениям гражданского порядка, хулиганским действиям, актам вандализма. Запрещалось осуществление экстремистской деятельности общественными объединениями и религиозными организациями.
- Вводилась уголовная ответственность за клевету — штраф, исправительные работы или ограничение свободы до 2 лет (в случае заведомо ложного обвинения в тяжком преступлении).
- Вводилась уголовная ответственность за блокирование государственных и общественных зданий (до 5 лет), за блокирование доступа к жилищу (в том числе группой лиц, за что предусматривалось лишение свободы на срок от двух до шести лет) и ужесточалась — за блокирование транспортных коммуникаций (вплоть до лишения свободы на срок до 2 лет) и захват государственных и общественных зданий (лишение свободы на срок от 3 до 5 лет).
- Ужесточалась уголовная ответственность за хулиганство (в том числе по отношению к охраняющим общественный порядок при исполнении ими обязанностей — лишение свободы на срок от 2 до 6 лет), уничтожение имущества (в том числе сотрудника правоохранительных органов при исполнении обязанностей или членов его семьи — вплоть до лишения свободы на срок до 5 лет), групповое нарушение общественного порядка (вплоть до лишения свободы на срок до 2 лет), массовые беспорядки (вплоть до лишения свободы на срок от 3 до 6 лет).
- Вводилась уголовная ответственность за незаконный сбор и распространение конфиденциальной информации о сотруднике правоохранительных или судебных органов, а также его родственниках; или распространение материалов, демонстрирующих явное неуважение к сотруднику этих органов.
- Вводилась уголовная ответственность за несанкционированное вмешательство в работу государственных информационных ресурсов или распространение секретной информации.
- Предусматривался контроль Службы безопасности Украины над соблюдением всеми юридическими лицами норм технической защиты информации, разработка которых также возлагалась на СБУ.
- Ужесточалось регулирование деятельности общественных организаций и увеличивалось количество законных оснований для их запрета. В частности, вводилось понятие «общественных объединений, исполняющих функции иностранных агентов» — организаций, финансирование которых осуществлялось из иностранных источников и которые принимали участие в политической деятельности (последняя, в свою очередь, определялась как «участие (в том числе путём финансирования) в организации и проведении политических акций, имеющих целью влияние на принятие решений государственными органами, изменение определённой ими государственной политики, а также для формирования мнения общества в указанных целях»). В отношении таких общественных организаций не действовали правовые нормы об освобождении от налогообложения; они обязаны были под угрозой запрета регулярно публиковать отчеты о своей деятельности и источниках финансирования; названия таких организаций и все издаваемые или распространяемые ими материалы должны были содержать словосочетание «общественное объединение, исполняющее функции иностранного агента».
- Государственная охрана и правовая защита, предоставляемая работникам правоохранительных органов (в том числе в Вооружённых силах), прокуратуры, судов и спецслужб, отныне распространялась также на членов их семей и близких родственников на расстоянии трех поколений (от прадедов до правнуков).
- Президент Украины и Верховная рада Украины получили возможность досрочно прекращать полномочия назначенных ими членов Национального совета по вопросам телевидения и радиовещания.
- Национальная комиссия по госрегулированию связи и информатизации получала право без решения суда ограничивать доступ к интернет-ресурсам, распространяющим противозаконную информацию, либо осуществляющим деятельность информационного агентства без регистрации.
- Предоставление услуг мобильной связи разрешалось только при условии заключения письменного договора между оператором и потребителем[15].
- Вводилась возможность наложения по решению суда запрета на посещение отдельными лицами футбольных матчей[16].
- Упрощался порядок привлечения к административной ответственности за нарушения правил дорожного движения, зафиксированные в автоматическом режиме приборами фото- и видеонаблюдения — в частности, устанавливалась презумпция виновности лиц, на которые зарегистрированы фигурирующие в фото- или видеоматериалах транспортные средства[17].
- Вводилась уголовная ответственность за надругательство над памятниками и могилами тех, кто боролся с нацизмом в годы Великой Отечественной войны (ограничение или лишение свободы на срок от 3 до 5 лет, в случае повторного нарушения — ограничение или лишение свободы на срок от 4 до 7 лет, при наличии особо тяжких последствий — от 7 до 12 лет)[18], а также за публичное отрицание или оправдание преступлений фашизма и пропаганду неонацистской идеологии (вплоть до лишения свободы на срок до 2 лет)[5][19].

## Оценки законов

### Оценка украинской общественности
По мнению экспертов, независимых СМИ и оппозиции, законы превращали страну в «полицейскую диктатуру». В редакционной статье одной из крупнейших украинских газет «Ведомости» под заглавием «Экспорт реакции» высказывалось мнение, что Янукович, приняв законы под давлением Москвы, окончательно распрощался этим с европейской альтернативой и выбрал «белорусско-российский путь» усиления авторитарной власти. «Сначала Москва успешно применила в борьбе с инакомыслящими импортированные из Белоруссии законодательные запреты, теперь их вводят на Украине» — писала газета, предупреждая, что украинское общество не смирится с тем, с чем смирилось российское и белорусское.
Эксперты Киевского центра политических исследований и конфликтологии Михаила Погребинского (близкого к Януковичу и Виктору Медведчуку) непосредственно после принятия законов утверждали, что практически все они имеют прямые аналоги в законодательстве стран ЕС и США. Называя законы «неоднозначными», они утверждали, что говорить о каких-то определённых последствиях рано, так как многое будет зависеть от правоприменительной практики. В этом они сходились с противниками законов; но если последние ожидали максимально жесткой и репрессивной политики, то эксперты, близкие к Медведчуку, утверждали, что целью власти является лишь относительно безобидная демонстрация с целью запугать оппозицию, а не последовательные репрессии. Однако год спустя, эксперты этого же центра уже называли законы «негуманными» и «драконовскими», утверждали, что, будучи «естественным продолжением тоталитарной политики власти Януковича», они спровоцировали радикализацию Майдана и насильственное развитие дальнейших событий.

### Оценка правозащитников
Группа юристов правозащитной организации «Центр гражданских свобод» подготовила подробный анализ законов. Эксперты отметили что законы: 1. Грубо нарушают право на свободу мирных собраний. Законы вводили де-факто разрешительный характер для мирных акций, грозя наказаниями для тех, кто примет участие в акциях, которые откажется разрешить власть, и их спонсоров (что должно было отпугнуть бизнес от оппозиции). Законы также создавали «потенциальную возможность для массовых арестов участников мирных акций протеста на субъективных и неясных основаниях». Законы против блокирования зданий, дорог и пр. грозила привести к «условно обоснованным уголовным репрессиям в отношении организаторов и участников мирных акций протеста, и они будут основаны сугубо субъективных и предвзятых критериях, таких как оценка негативных последствий от действий протестующих». Кроме того, таким нарушением являлись сами по себе «тиранические санкции за езду на автомобиле в колонне». 2. Грубое нарушение свободы выражения мнений и свободы информации. Криминализация «клеветы» грозит повлечь уголовную ответственность за любую критику чиновников и представителей власти. Статья об «экстремистской деятельности» создает риск, что «экстремистскими материалами» будут признаны любые материалы, направленные против власти. Требования обязательной регистрации интернет-СМИ противоречат мировой демократической практике, а наряду с правом президента в любой момент отставлять членов Национального совета по вещанию «направлены на создание полного контроля над медиа-полем Украины, а также полного контроля над лицензированием украинских вещателей и представляют собой жесткую и циничную атаку против свободы выражения мнений в стране». Закон о телекоммуникациях имеет целью тотальный контроль правительства над деятельностью интернет-провайдеров и возможность лишать населения доступа к любым сайтам на основе заключения им же самим подобранных «экспертов». Закон об НПО — «иностранных агентах» «является нарушением статьи 22 Всеобщей декларации прав человека в части ограничения прав украинцев на развитие международного сотрудничества.» Закон о заочном уголовном преследовании является нарушением права на справедливое судебное разбирательство. В условиях же всеобщей коррупции, «ведение уголовного дела заочно создает существенную и реальную угрозу для масштабного нарушения прав человек (…) и в первую очередь — в отношении протестующих. Учитывая высокий уровень коррупционных действий, ожидается, что решения по применения уголовного наказания (вплоть до тюремного заключения) может быть вынесено в короткие сроки, даже без уведомления о наличии возбужденного уголовного дела.» Генеральный секретарь правозащитной организации «Международная амнистия» выразил озабоченность тем, что законы «могут выкорчевать фундаментальные свободы — например свободу слова и собраний» и создают почву для безнаказанности представителей власти, виновных в нарушениях прав человека.

### Международная реакция на законы
Администрация США расценила законы как «действия, чтобы ослабить основы демократии Украины, объявить преступлением мирный протест и лишить гражданское общество и политических оппонентов ключевых демократических мер защиты, предусмотренных законом».
Совет Европы дал предварительную оценку, по которой многие предлагаемые нормы не соответствуют Европейской конвенции по правам человека. Организация рекомендовала Верховной раде отменить принятые законы, или приостановить их действие в течение значительного периода времени.
Представитель ОБСЕ по вопросам свободы получения информации Дуня Миятович заявила, что закон о введении уголовной ответственности за клевету ставит под угрозу свободу слова.

## Дальнейшая судьба депутатов, голосовавших за законы
Во внеочередных парламентских выборах 26 октября 2014 года, согласно данным движения «Честно», участвовало 127 депутатов, поддержавших данные законопроекты. Из них 39 выдвигались по партийным спискам («Оппозиционного блока» — 15 человек, «Коммунистической партии Украины» — 13, «Сильной Украины» — 11), 88 шли по мажоритарным одномандатным округам (двое из кандидатов на момент голосования состояли в КПУ, 85 были самовыдвиженцами).
Пройти в Верховную раду Украины удалось половине из них: 53 были избраны по мажоритарным округам, один прошёл от «Блока Петра Порошенко», 10 — по спискам «Оппозиционного блока». 11 декабря Верховная рада голосами 264 народных депутатов внесла изменения в постановление о назначении руководителей, первых заместителей, заместителей, секретарей, членов комитетов парламента 8-го созыва. Согласно этим поправкам, руководящих должностей в комитетах лишились депутаты, голосовавшие за «диктаторские законы» 16 января (общее их число составило 14 человек).
1 декабря 2014 года Генеральная прокуратура Украины объявила Владимиру Олейнику и Игорю Калетнику о подозрении в организации незаконного голосования в Верховной раде 16 января. По версии ведомства, они заранее подготовили протоколы заседания Счётной комиссии и указали в них результаты ещё не проведённого голосования. Оба были объявлены в розыск, так как находятся за пределами Украины.
16 февраля 2015 года Генпрокуратура предъявила бывшему председателю фракции Партии регионов Александру Ефремову подозрение в незаконном содействии принятию законов 16 января 2014 года. Печерский районный суд Киева арестовал политика, на следующий день он был отпущен под залог в размере 3,6 млн грн.
20 февраля 2015 года аналогичное подозрение было предъявлено заместителю главы фракции Партии Регионов Михаилу Чечетову. Печерский районный суд Киева арестовал политика, 23 февраля он был отпущен под залог в размере 4,9 млн грн. В ночь на 28 февраля Чечетов был найден выбросившимся из окна своей квартиры на 17 этаже (по данным расследования — покончил с собой).
10 марта 2015 года Генеральная прокуратура Украины сообщила бывшему народному депутату фракции КПУ и секретарю Счётной комиссии Верховной рады Украины VII созыва Сергею Гордиенко о подозрении в злоупотреблении властью и служебном подлоге при принятии законов 16 января. Гордиенко был задержан, но 11 марта выпущен под залог в 100 тысяч гривен.
13 марта Генпрокуратурой было сообщено о подозрении в совершении преступлений, предусмотренных ч. 2 ст. 364, ч. 2 ст. 366 УК Украины, бывшим народным депутатам Украины и членам Счётной комиссии Верховной рады Украины Владимиру Демидко, Андрею Пинчуку, Станиславу Скубашевскому, Ярославу Сухому и Александру Зубчевскому. Все они были объявлены в розыск.
Также предъявлены обвинения по указанным статьям экс-президенту Украины Виктору Януковичу, бывшим народным депутатам Украины и членам Счётной комиссии Верховной рады Виктору Калюжному, Олегу Зарубинскому, Александру Стояну, Владимиру Наконечному.
14 мая 2015 года Верховная рада Украины приняла закон «О внесении изменений в Закон Украины „О высшем образовании“», содержавший поправку народного депутата Юрия Луценко. По ней на должности ректоров вузов запрещено баллотироваться депутатам, которые голосовали за законы 16 января.
20 октября 2015 года ГПУ передало в Печерский райсуд Киева выделенные в отдельные производства дела Александра Ефремова, Сергея Гордиенко и Александра Стояна. 30 ноября суд постановил вернуть обвинительный акт в отношении них прокуратуре на доработку, 14 января 2016 года уголовное дело было возвращено для рассмотрения в суд.